# Franklin County, Nebraska
Franklin County är ett administrativt område i delstaten Nebraska, USA, med 3 225 invånare. Den administrativa huvudorten (county seat) är Franklin. 

## Geografi
Enligt United States Census Bureau så har countyt en total area på 1 492 km². 1 492 km² av den arean är land och 0 km² är vatten. 

### Angränsande countyn
- Kearney County - norr
- Webster County - öster
- Smith County, Kansas - sydost
- Phillips County, Kansas - sydväst
- Harlan County - väster
- Phelps County - nordvästra hörnet